# Галфпорт (Мисисипи)
Галфпорт (енгл. Gulfport) град је у америчкој савезној држави Мисисипи.

## Демографија
По попису из 2010. године број становника је 67.793, што је 3.334 (-4,7%) становника мање него 2000. године.
| Група             | 2000.          | 2010.          |
| Белци             | 43.337 (60,9%) | 37.038 (54,6%) |
| Афроамериканци    | 23.848 (33,5%) | 24.453 (36,1%) |
| Азијати           | 891 (1,3%)     | 1.149 (1,7%)   |
| Хиспаноамериканци | 1.814 (2,6%)   | 3.519 (5,2%)   |
| Укупно            | 71.127         | 67.793         |